# بديع الدين السندي
أبو محمد بديع الدِّين شاه بن إحسان اللّه شاه بن رشد اللّه شاه الراشدي السِّندي الحُسيني الباكستاني (1344 هـ - 1416 هـ) عالم مُحدِّث، فقيه ظاهري، من أعلام النهضة العلمية الحديثة في باكستان، ومن محققي علماء أهل الحديث بالبلاد الهندية.

## نشأته
ولد بقرية بير جندة من قرى السِّند وَهِي مَوْطِن آَبَائِه، سنة (1344 هـ = 1926 م)، لأسرة علمية، وَانْتَقَل وَالِدُه الْشَّرِيف إِحْسَان الْلَّه شَاه مِنْهَا، وَأَسَّس قَرْيَة جَدِيدَة تُسَمَّى «دُرَغَاه شَرِيْف» وَأَقَام بِهَا مَدْرَسَة الْتَحَق بِهَا الْشَّيْخ أَبُو مُحَمَّد - صَاحِب الْتَّرْجَمَة -، فَتَلَقَّى فِيْهَا بَعْض الْشُّيُوخ مَبَادِيْء الْعَرَبِيَّة، وَغَيْرِهَا مِن الْعُلُوم، وَلَا تَزَال الْمَدْرَسَة مَوْجُوْدَة إِلَى الْآَن،
وَلَقَد مُن الْلَّه الْشَّيْخ بِجَوْدَة الْحِفْظ، فَحَفِظ الْقُرْآَن الْكَرِيْم بِنَفْسِه فِي أَقَل مِن أَرْبَعَة أَشْهُر، وَكَان حِيْنَئِذ ابْن ثَلَاث وَعِشْرِيْن سَنَة، وَمِن غَرِيْب مَا وَقَع لَه أَنَّه حَفِظ سُوْرَة الْنُّوْر ظُهُوْر الْجِمَال فِي بَعْض أَسْفَارِه. وانطلق من بعد للأخذ عن شيوخ العلم، علوم الحديث، رواية ودراية، وعلوم الفقة أيضاً على طريقة القدامى،

## شُيُوْخِه
تَلَقَّى الْعِلْم وَالْرِّوَايَة عَن كَثِيْر مِن أَهْل الْعِلْم، بَعْضُهُم بِالْقِرَاءَة عَلَيْهِم، وَبَعْضُهُم بِالْإِجَازَة فَمَن شُيُوْخِه بِالْقِرَاءَة:
1- الْشَّيْخ الْحَافِظ أَمِيْن الْكَشِّي.
2- الْشَّيْخ بَهَاء الْدِّيْن خَان الْجَلَال أَبَادِي ت (1365 هـ).
3- الْشَّيْخ مُحَمَّد شَفِيْع المُنِكِيُو السْكُرَنْدي.
4- عَبْد الْلَّه الكَدَهْري.
5- الْشَّيْخ عَبْد الْكَرِيْم الْنُّوَّاب شَامِي.
6- الْشَّيْخ قُطْب الْدِّيْن الَهَالِيَجوّي.
7- الْشَّيْخ محب الله شاه الْرَّاشِدِي، وَهُو أَخُوْه الْأَكْبَر، وَكَان مُحَدَّثا عَلَامَة
8- الْشَّيْخ مُحَمَّد إِسْمَاعِيْل الْبِنْت عَرَبِي.
9- الْشَّيْخ مُحَمَّد الْسِّنْدِي الهالَّائِي، ثُم الْمَدَنِي، ثُم الْكَرَاتشْوِي.
10- الْشَّيْخ مُحَمَّد نُوْر عِيْسَى خَيْلِي.
أَمَّا شُيُوْخِه بِالْإِجَازَة، فَهُم كَثِيْرُوْن، إِذ كَان حَرِيْصَا عِلْى الْإِسْنَاد، فَأَخَذ الْإِجَازَة مَع الْقِرَاءَة مِن عِدَّة شِيُوْخ ذَكَرَهُم فِي «ثَبِّتْه»، مِنْهُم:
1- الْمُحَدِّث أَبُو الْوَفَاء ثَنَاء الْلَّه الآمْرِتَسِري.
2- الْمُحَدِّث أَبُو مُحَمَّد عَبْد الْحَق بْن عَبْد الْوَاحِد بْن مُحَمَّد بْن هَاشِم الْهَاشِمِي الْمُتَوَفَّى (1393 هـ).
3- الْشَّيْخ مُحَمَّد خَلِيْل بْن مُحَمَّد سَلِيْم الْخَيَرَبُوْري.

## هِجْرَتُه إِلَى مَكَّة الْمُكَرَّمَة وَرَحَلَاتُه
بَلَغَت شُهْرَة الْشَّيْخ الْآَفَاق، وَذَاع صِيَتُه، وَحِرْص الْطُّلاب تُلْقِي الْعِلْم عَنْه، وَأَتُوْه مِن كُل حَدَب وَصَوْب، وَقَد تَصَدَّى لِلْتَّدْرِيس بِبَلَدِه، فَأَخَذ عَنْه جَمَاعَة، ثُم هَاجَر إِلَى مَكَّة الْمُكَرَّمَة فِي أَوَاخِر سَنَة (1395 هـ1975 م)، وَجَأوَر بَيْت الْلَّه الْحَرَام أَرْبَع سَنَوَات، وَدَرَس فِيْه الْكُتُب السِّتَّة، وَالْمُحَلَّى لِابْن حَزْم، وَكَان فِي كُل سَنَة يَذْهَب إِلَى بِلَادِه وَذَلِك لِلْوَعْظ وَالْإِرْشَاد، وَزَار الْكُوَيْت عَام 1414 هـ، وَقَرَأ عَلَيْه الْطَّلَبَة كِتَابِي الْتَّوْحِيْد، وَالاعْتِصَام بِالْسُّنَّة مِن «صَحِيْح الْبُخَارِي» وَكِتَاب «الْبَاعِث الْحَثِيْث» لِابن كثير، و«الْوَرَقَات فِي أُصُوْل الْفِقْه» لِإِمَام الْحَرَمَيْن الْجُوَيْنِي مَع شَرْحِهَا.
وَاسْتِجَازِه الْنَّاس مِن بِلَاد السِّنْد، وَالْهِنْد، وَالْشَّام وَالْعِرَاق، وَجَزِيْرَة الْعَرَب وَبِلَاد الْمَغْرِب.
وَكَان يَقْتَنِي مَكْتَبَة ضَخْمَة عَامِرَة بِأُمَّهَات الْكُتُب، وَنَوَادِرِهَا مِن مَخْطُوْطَات وَمَطْبُوْعَات، مِن ذَلِك كِتَاب «مُسْنَد الْشَّامِيِّيْن» لِلْطَّبَرَانِي، فَقَد كَان لَدَيْه نُسْخَة مَنْقُوْلَة عَن نُسْخَة مَكْتَبَة عَارِف حِكْمَت بِالْمَدِيْنَة الْمُنَوَّرَة، ثُم لَمَّا فَقَد الْأَصْل صَارَت نُسْخَتِه هِي الْوَحِيدَة فِي الْعَالَم، وَعَلَيْهَا اعْتَمَد الْشَّيْخ حَمْدِي عَبْد الْمَجِيْد الْسَّلَفِي فِي إِخْرَاج الْكِتَاب وَتَحْقِيْقُه.

## مُؤَلَّفَاتِه
لِلْشَّيْخ يَد طُوَلَى فِي الْتَّأْلِيْف، وَلَه أَكْثَر مِن (80) كِتَأبا أَغْلَبُهَا لَا يَزَال مَخْطُوْطَا، وَقَد تَنَاوَلَت مُؤَلَّفَاتِه وَتَحْقِيْقَاتِه فُنُوْنَا عَدِيْدَة، وَمَسَائِل شَتَّى، تُعَالَج كَثِيْرا مِّن الْقَضَايَا الْشَّرْعِيَّة، مِنْهَا:
1- الْإِجَابَة مَع الْإِصَابَة فِي تَرْتِيْب أَحَادِيْث الْبَيْهَقِي مَسَانِيَد الْصَّحَابَة.
2- مُقَدِّمَة الْتَّفْسِيْر، وَتَفْسِيْر الْقُرْآن الْمُسَمَّى «الِاسْتِنْبَاط الْعَجِيْب».
3- الْفَتَاوَى البَديعِيّة.
4- جُزْء مَنْظُوْم فِي أَسْمَاء الْمُدَلِّسِين.
5- الْصَّرِيْح الْمُمَهِّد فِي وَصْل تَعْلِيْقَات مُوَطَّأ الْإِمَام مُحَمَّد.
6- تَرَاجِم شُيُوْخ الْإِمَام الْبَيْهَقِي
7- مُسْنَد الْسُّنَن الْكُبْرَى لِلْبَيْهَقِي.
8- الْتَّبْوِيْب لِأَحَادِيْث تَارِيْخ الْخَطِيْب.
9- غَايَة الْمَرَام فِي تَخْرِيْج جُزْء الْقِرَاءَة خَلْف الْإِمَام.
10-الْقَوْل اللَّطِيْف فِي الاحْتِجَاج بِالْحَدِيْث الْضَّعِيِف.
11- رَفَع الِارْتِيَاب عَن حُكْم الْأَصْحَاب، ثُم ذَيَّل عَلَيْه.
12- تُحْفَة الْأَحْبَاب فِي تَخْرِيْج أَحَادِيْث قَوْل الْتِّرْمِذِي: «وَفِي الْبَاب».
13- كتاب كبير في جواز الجهر بالبسملة في الصلاة ويقع في أكثر من ثلاثمئة صفحة

## وفاته
وَبَعْد حَيَاة حَافِلَة بِالْعَطَاء الْعِلْمِي، قَضَى الْشَّيْخ يَوْم 17 شَعْبَان عَام (1416)هـ بَعْد مَرَض أَقْعَدَه.